# Genius Bar
Il Genius Bar è un servizio gratuito fornito da Apple Inc di assistenza per l'uso dei propri prodotti e servizi. È un centro di supporto tecnico collocato all'interno dei negozi Apple, con lo scopo di fornire supporto in stile concierge ai clienti Apple. Ron Johnson, l'ex vicepresidente senior per la vendita al dettaglio, ha spesso definito il Genius Bar come "il cuore e l'anima dei nostri negozi". I consulenti, chiamati "Genius", sono appositamente formati e certificati  con più livelli di certificazione a seconda dei prodotti serviti. Il loro ruolo è aiutare i clienti con hardware, software e servizi Apple. Dopo un appuntamento al Genius Bar, la maggior parte delle riparazioni hardware può essere eseguita in loco, mentre riparazioni più lunghe possono anche essere spedite ai centri di riparazione, a seconda dei tempi di consegna previsti.